# Brian Letscher
Pour les articles homonymes, voir Letscher.
Brian Letscher est un acteur américain connu notamment pour son rôle de Tom Larsen dans la série Scandal.

## Jeunesse
Brian Letscher est né et a grandi à Grosse Pointe (Michigan) avec son frère Matt Letscher. Après avoir obtenu son diplôme en économie et avoir joué au football à l'Université du Michigan, Brian déménage à New York pour poursuivre sa carrière d'acteur.

## Carrière
Après un passage dans le théâtre Shakespeare, il joua brièvement des rôles dans des films (Kate et Leopold, Puccini et moi), et à la télévision (New York, section criminelle, New York, unité spéciale). et au théâtre (Burning Blue).
Brian commença également à travailler avec le théâtre "Purple Rose" à Chelsea, Michigan. Il joua le rôle principal de Bo Decker dans "Bus Stop" de William Inge et la production gagna le  "Best Play" award de la presse libre de détroit. Brian devient producteur quand "Purple Rose" développe et produit "When The Lights Come On", qui lui rappelle son expérience dans le monde du football universitaire.
Depuis son déménagement à Los Angeles, Brian est apparu dans plusieurs dizaines de séries télévisées et est devenu membre du "Pacific Residents Theatre Company" et continue d'écrire et de développer son propre travail.
C'est un personnage récurrent de la série Scandal dans le rôle de Tom Larsen, garde du corps du président.

## Filmographie

### Cinéma
- 2001 : Kate et Leopold : Exécutif publicitaire
- 2006 : Slippery Slope : Chad
- 2006 : Puccini et moi : Jeff
- 2015 : Wake Up America! : Vincent Brandis

### Court-métrage
- 2009 : The Prospector
- 2013 : Running Up That Hill

### Télévision
- 2003 : New York Police Blues : Wally
- 2003 : New York, unité spéciale : Paramédical
- 2005 : New York, unité spéciale (saison 7, épisode 6) : Patrick McCorkle
- 2006 : New York, police judiciaire : Mark Rhodes
- 2006 : La Force du destin : Dennis - Garde de sécurité
- 2007 : New York, section criminelle : Diego
- 2008 : New York, section criminelle : Le frère de Julie
- 2008 : NCIS : Sam Bennett
- 2008 : Les experts : Richard Langford
- 2008 : How I Met Your Mother : l'homme en colère
- 2009 : Bones : Amos
- 2009 : Cold Case: Affaires classées : Detective Pete McGinley
- 2009 : NCIS: Los Angeles : Marine CPL Scott Reilly
- 2010 : Sons of Tucson : Derek
- 2010 : Mentalist : Billy Mock
- 2010 - 2014 : Pretty Little Liars : Mr. Gazzaro
- 2011 : Burn Notice : Ward
- 2012 : House of Lies : Derek Fielder
- 2012 : Hollywood Heights : Gus Sanders
- 2013 : Castle : Liam Finch
- 2014 : Grimm : Timothy Croft Perkal
- 2012 - 2015 : Scandal : Tom Larsen
- 2014 : Perception : Shane McNamara
- 2014 : Crisis : Flip
- 2015 : Hawaii 5-0 : Mark DuPont
- 2015 : One & Done : Luke